# يوهانس شتورم
يوهانس شتورم (و. 1507 – 1589 م) هو عالم عقيدة، وأستاذ جامعي، وتربوي من دوقية لوكسمبورغ، ولد في شلايدن، توفي في ستراسبورغ، عن عمر يناهز 82 عاماً.

## مناصب
تولى منصب رئيس الجامعة
.

## التعليم
تعلم في جامعة لويفن القديمة ‏
.

## روابط خارجية
- جوهانس شتورم على موقع الموسوعة البريطانية (الإنجليزية)